# 库尔蒂 (热尔省)
库尔蒂（法語：Courties，法語發音：[kuʁti]）是法国热尔省的一个市镇，位于该省南部偏西，属于米朗德区。

## 地理
库尔蒂（43°34'30"N, 0°9'24"E）面积6.02 平方千米，位于法国奧克西塔尼大區热尔省，该省份为法国西南部内陆省份，北起顺时针与洛特-加龙省、塔恩-加龙省、上加龙省、上比利牛斯省、大西洋比利牛斯省和朗德省接壤。
与库尔蒂接壤的市镇（或旧市镇、城区）包括：阿尔穆和科、博马尔谢、卢斯利奇、图尔丹。

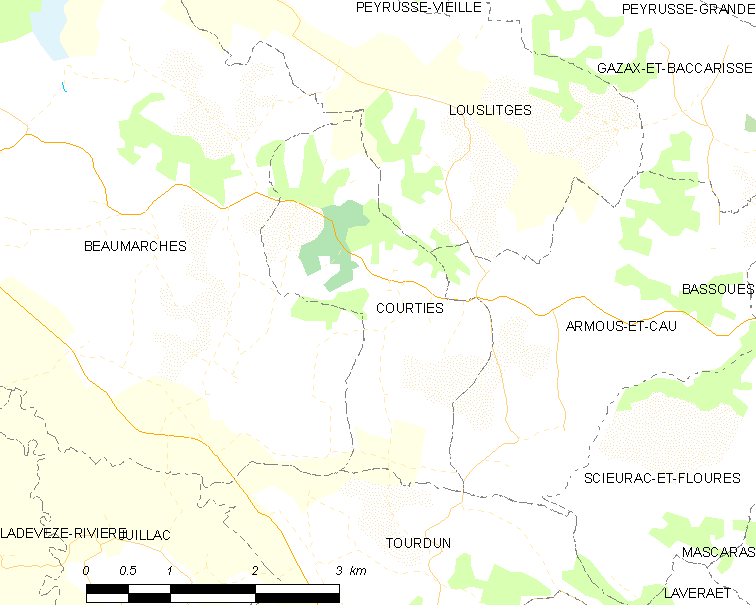
的OSM定位图

库尔蒂的时区为UTC+01:00、UTC+02:00（夏令时）。

## 行政
库尔蒂的邮政编码为32230，INSEE市镇编码为32111。

## 政治
库尔蒂所属的省级选区为帕尔迪亚克-下河县。

## 人口

1962-2008年间人口变化图示

库尔蒂于2022年1月1日时的人口数量为46人。